# José Filipe Costa
José Filipe Costa ist ein portugiesischer Filmregisseur und Drehbuchautor.

## Leben
Er studierte Film bei João Mário Grilo an der Universidade Nova de Lisboa (Master-Abschluss), wo er zudem auch ein Lizenziat in Kommunikationswissenschaften erwarb. Am Royal College of Art erwarb er einen Doktortitel (Ph.D.). Danach arbeitete er als Drehbuchautor und Regisseur für Werbefilme, Dokumentarfilme und Fernsehmagazine des öffentlich-rechtlichen Senders RTP. Daneben war er Journalist und Filmkritiker für das Nachrichtenmagazin Notícias und die Wochenzeitung O Independente, und er lehrte u. a. an der brasilianischen Universidade do Estado do Rio de Janeiro (2013/2014) und am Instituto de Artes, Design e Equipamento (IADE), der Design-, Technologie- und Kommunikationsfakultät der Universidade Europeia in Lissabon.
Nach einigen Kurzfilmen, einem ersten Dokumentarfilm und einer Doku-Serie für das Fernsehen drehte er 2011 mit Linha Vermelha einen Dokumentarfilm über den Film Torre Bela des deutschen Regisseurs Thomas Harlan von 1975 und der sich mit Landnahme und Selbstorganisation von Landarbeitern eines Landgutes im Alentejo nach der Nelkenrevolution in Portugal beschäftigt. Costas Film dazu wurde beim IndieLisboa als bester portugiesischer Film ausgezeichnet, erhielt eine Nominierung als bester Dokumentarfilm bei den Prémios Sophia, und erschien danach als DVD. Auch für seine Doku-Komödie Prazer, Camaradas! war er 2019 für die Prémios Sophia nominiert, in mehreren Kategorien, und wurde bei den Caminhos do Cinema Português in Coimbra für das beste Drehbuch prämiert. Zudem war er 2020 in der Kategorie Bester Film bei den Preisen der Sociedade Portuguesa de Autores nominiert.

## Filmografie
- 1999: Não Sou a Bovary (Video), Regie und Drehbuch
- 2003: Entre Muros (Dokumentarfilm), Ko-Regie mit João Ribeiro
- 2004: Undo (Kurzfilm), Regie und Drehbuch
- 2006: Domingo (Kurzfilm), Regie und Drehbuch
- 2008: Histórias da Vida na Terra (Doku-Fernsehserie), Regie und Drehbuch
- 2009: A Rua (Kurzfilm), Regie und Drehbuch
- 2011: Linha Vermelha (Dokumentarfilm), Regie
- 2017: The Case of J. (Kurzfilm), Regie und Drehbuch
- 2019: Prazer, Camaradas!, Regie
- 2023: Légua, Drehbuch (Regie: João Miller Guerra und Filipa Reis)
- 2023: Uma História do Espectador de Cinema (Dokumentarfilm), auch Miniserie, Regie und Drehbuch